# Sprits
Sprits är ett köksredskap som används för att forma till exempel deg genom att pressa ut den genom ett munstycke av önskad form. Två huvudtyper finns, kakspritsen och gräddspritsen.

## Gräddsprits

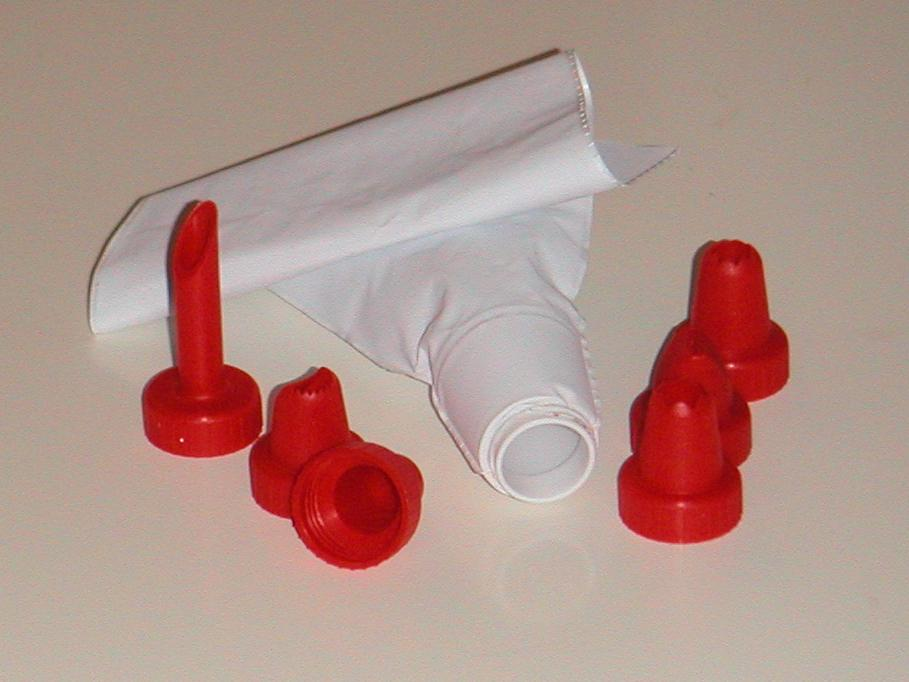
Gräddsprits

Gräddspritsen lämpar sig för mjuka varor som grädde och smörkräm. Den består av en mjuk påse eller strut i vars ena ände det finns ett hål där man kan fästa ett utbytbart munstycke, en så kallad tyll. Andra änden av påsen är öppen. Påsen fylls med det som skall spritsas och hålls sedan ihop med handen. Man pressar ut det som skall spritsas genom att trycka ihop påsen med ena handen medan man håller munstycket med den andra.

## Kaksprits

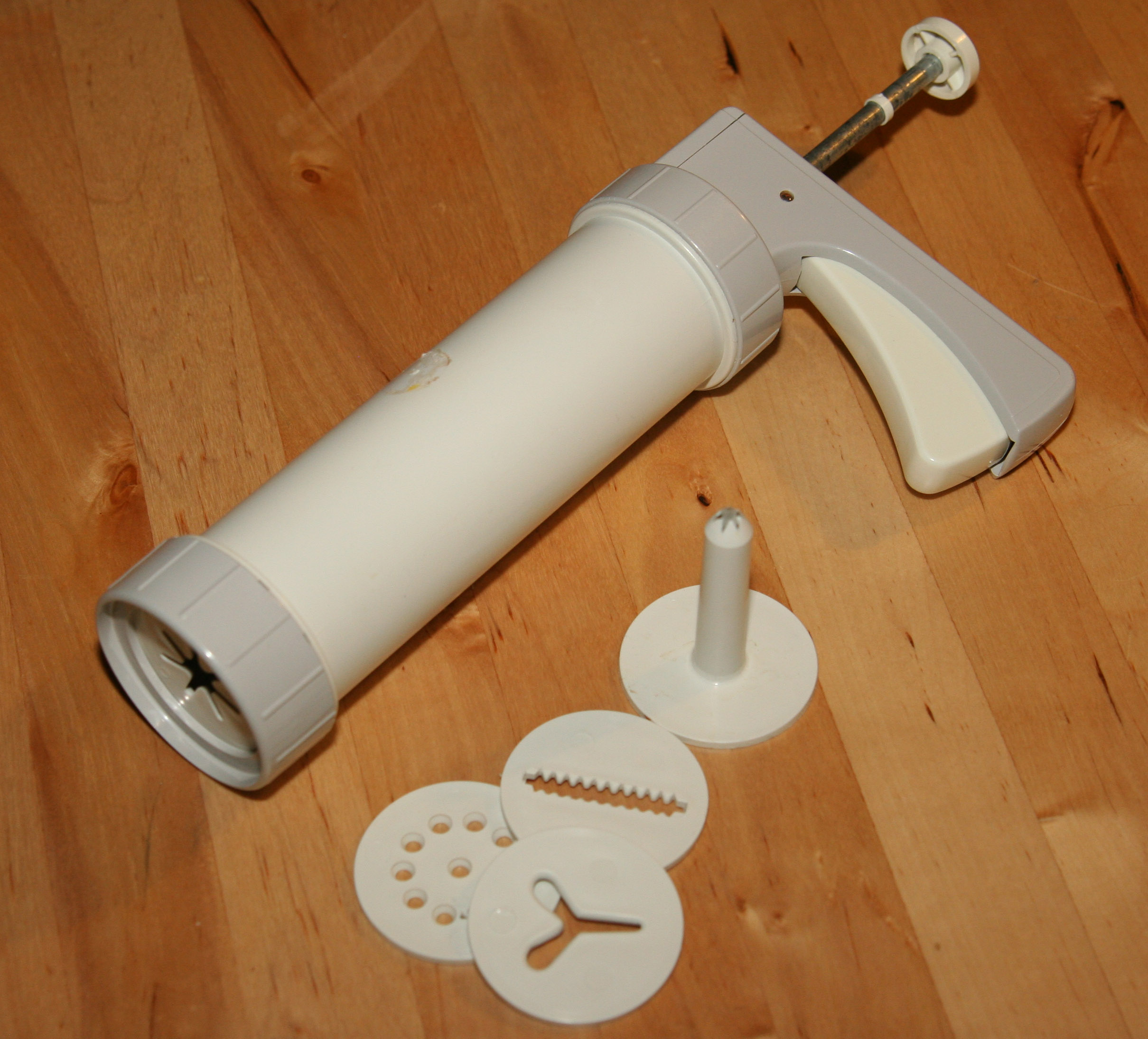
Kaksprits

Kakspritsen lämpar sig för fastare varor som kakdeg. Den består av en cylinder i metall eller plast med ett utbytbart munstycke i ena änden. Röret fylls med deg, därefter pressar man ut degen med hjälp av en kolv. Kolven pressas in antingen med hjälp av en skruvmekanism (vev) eller hävstångsarm.
Vissa matvaror i tub har inbyggd spritsform i öppningen, till exempel kaviartuber.
- Wikimedia Commons har media som rör Sprits.